# António Lepierre Tinoco
António Carlos Lepierre Tinoco (Coimbra, 1913 — Lisboa, 1966) foi um político e jornalista, militante do Integralismo Lusitano e figura importante do Nacional-Sindicalismo. Trabalhou no Diário de Notícias, foi secretário geral da Caixa de Previdência do Pessoal da Indústria de Lanifícios, e fundador e director do Diário Popular (setembro de 1942 a abril de 1946) e administrador da respectiva empresa gráfica. Foi irmão do poeta Carlos Tinoco, falecido aos 26 anos de idade.

## Biografia
Militante do nacional-sindicalismo foi destacado colaborador dos periódicos Revolução e Diário de Notícias. Foi o primeiro diretor do Diário Popular (1942-1946).